# Trubbtåg
Trubbtåg (Juncus subnodulosus) är en flerårig art i familjen tågväxter med krypande jordstam som växer i kalkrik kärrmiljö. Den har upp till en meter höga strån och bildar ofta stora bestånd. Blomställningen är mycket förgrenad och översållad med blommor. Stjälkbladen är försedda med åtskilliga ledknutar vilka givit växten dess vetenskapliga namn (subnodulosus betyder ungefär småknutig).

## Trubbtåg i Sverige
I Sverige förekommer trubbtåg endast i landets södra delar; i Skåne samt på Öland och Gotland.